# Wilhelm Schmitt (Politiker)
Wilhelm Schmitt (* 22. Mai 1810 in Gießen; † nach 1855) war ein hessischer Kaufmann und Politiker und Abgeordneter der 2. Kammer der Landstände des Großherzogtums Hessen.
Wilhelm Schmitt war der Sohn des Rentmeisters Friedrich Ludwig Schmitt und dessen Ehefrau Louise Adolphine, geborene Emdbt.
Nach dem Besuch des Gießener Gymnasiums studierte Schmitt, der evangelischen Glaubens war, ab 1828 Kameralwissenschaften in Gießen. Während seines Studiums wurde er 1828 Mitglied der Alten Gießener Burschenschaft Germania. Nachdem er sein Studium aufgegeben hatte, arbeitete er als Handlungsgehilfe in Altenburg bei Alsfeld. Ihm wurde vorgeworfen, an revolutionären Versammlungen in Gießen teilgenommen zu haben und am Komplott zum Frankfurter Attentat 1833 beteiligt gewesen zu sein, weshalb er am 5. November 1838 vom Hofgericht Gießen zu acht Jahren Zuchthaus verurteilt worden war; am 7. Januar 1839 wurde er begnadigt.
Danach war er wieder als Handlungsgehilfe in Altenburg bei Alsfeld und später als Kaufmann in Frankfurt am Main tätig. Von 1851 bis 1856 gehörte er der Zweiten Kammer der Landstände an. Er wurde für den Wahlbezirk der Stadt Alsfeld gewählt. Daneben war er Mitglied im Gemeinderat Alsfeld.